# Conselho Interprovincial de Santander, Palência e Burgos
O Conselho Interprovincial de Santander, Palência e Burgos foi um órgão governamental estabelecido em 8 de fevereiro de 1937 para coordenar as áreas republicanas na Cantábria (então chamada oficialmente de Província de Santander), Palência e Burgos durante a Guerra Civil Espanhola. O conselho foi dissolvido em agosto de 1937 após a ocupação da região pelas forças nacionalistas..

## Criação do Conselho Interprovincial
Com a eclosão da guerra em julho de 1936, a Cantábria e as partes do norte de Palência e Burgos permaneceram sob controle republicano, assim como as vizinhas Astúrias e Biscaia, enquanto a maior parte de Castela se sente sob o domínio nacionalista. Em 27 de julho, um "Comitê de Guerra" foi formado para dirigir o esforço de guerra, enquanto o "Conselho de Defesa do Santander" estava encarregado de dirigir o governo regional.
Em 23 de dezembro, o governo da República Espanhola decidiu criar três Conselhos Interprovinciais para substituir os Conselhos de Defesa nas Astúrias e Leão, Santander, Palência e Burgos e Aragão. Seguindo esta ordem do governo central, o Conselho Interprovincial de Santander, Palencia e Burgos foi oficialmente constituído em 8 de fevereiro de 1937.
O Governo da República delegou no Conselho todas as funções exceto as de aplicação da lei, censura à imprensa e à rádio, bem como reuniões e manifestações públicas. Entre outras funções, o Conselho auxiliou refugiados de províncias vizinhas, evacuou crianças e refugiados, forneceu alimentos e armas e cunhou sua própria moeda.

## Fim do Concílio
O fim do Conselho Interprovincial veio com os reveses militares das forças republicanas no verão de 1937. Os últimos acordos feitos naqueles dias corresponderam a um pedido de armas para a defesa da região e alimentos para aliviar a situação da população,  agravada pela chegada de refugiados das áreas ocupadas pelos nacionalistas.
Com a queda de Santander em 26 de agosto de 1937 e a evacuação das autoridades para as Astúrias, o município foi dissolvido.